# Лав Фока Млађи
Лав Фока Млађи (грчки: Λεων Φωκας; око 915-920 - после 971) је био византијски генерал који је, заједно са братом Нићифором II Фоком, постигао више успеха против Арабљана на источној граници Царства. Носио је титуле доместика схоле, куропалата и логотета дрома. 

## Биографија
Лав је био млађи син Варде Фоке Старијег, генерала и команданта источне војске под Константином VII Порфирогенитом. У изворима га први пут срећемо као стратега теме Кападокија 945. године, а десетак година касније је стратег Анатолике. Под Романом II именован је за доместика схолу, тј. команданта византијске војске на Балкану. Уздигнут је на ранг магистра. Када је његов старији брат Нићифор кренуо у освајање Критског емирата, Лав га је заменио као доместик схола запада. Први је који је носио ову функцију, јер је до тада постојао само доместик схола истока. Лав је постигао значајан успех у борби против алепског емира Саиф ел Давле чија је војска напала византијску Малу Азију. Сам емир једва је успео да побегне, а готово комплетна војска му је уништена. С обзиром на успехе у рату са Арабљанима, Лав је можда био аутор De velitatione bellica, византијског војног приручника. Када је Лавов брат Нићифор дошао на престо 963. године, Лав је именован куропалатом и логотетом дрома. Постао је главни министар свога брата. Након свргавања Нићифора 969. године од стране Јована Цимискија, Лав је безуспешно покушавао да против новог цара подигне побуну. Протеран је на острво Лезбос. Након још једне пропале побуне из 971. године протеран је на острво Проте где је ослепљен. О његовом даљем животу извори не говоре. Не зна се година Лавове смрти. 
Лав је био отац Варда Фоке Млађег и Софије Фокине, супруге Константина Склира и мајке Теофаније, супруге Отона ΙΙ, цара Светог римског царства. 